# Kanton Aigues-Mortes
Der französische Kanton Aigues-Mortes ist seit 1801 ein Kanton im Département Gard und im Arrondissement Nîmes. Er hat den Hauptort Aigues-Mortes und wurde 2015 im Rahmen einer landesweiten Neugliederung der Kantone von drei auf sieben Gemeinden erweitert.

## Gemeinden
Der Kanton besteht aus sieben Gemeinden mit insgesamt 35.796 Einwohnern (Stand: 1. Januar 2022) auf einer Gesamtfläche von 281,49 km²:
| Gemeinde                | Einwohner 1. Januar 2022 | Fläche km² | Dichte Einw./km² | Code INSEE | Postleitzahl |
| ----------------------- | ------------------------ | ---------- | ---------------- | ---------- | ------------ |
| Aigues-Mortes           | 8.707                    | 57,78      | 151              | 30003      | 30220        |
| Aimargues               | 5.806                    | 26,48      | 219              | 30006      | 30470        |
| Aubais                  | 2.938                    | 11,79      | 249              | 30019      | 30250        |
| Gallargues-le-Montueux  | 3.615                    | 10,89      | 332              | 30123      | 30660        |
| Le Cailar               | 2.566                    | 30,01      | 86               | 30059      | 30740        |
| Le Grau-du-Roi          | 8.513                    | 54,73      | 156              | 30133      | 30240        |
| Saint-Laurent-d’Aigouze | 3.651                    | 89,81      | 41               | 30276      | 30220        |
| Kanton Aigues-Mortes    | 35.796                   | 281,49     | 127              | 3001       | –            |

Bis zur landesweiten Neuordnung der französischen Kantone im März 2015 gehörten zum Kanton Aigues-Mortes die drei Gemeinden Aigues-Mortes, Le Grau-du-Roi und Saint-Laurent-d’Aigouze. Sein Zuschnitt entsprach einer Fläche von 202,32 km2.